# Cracker

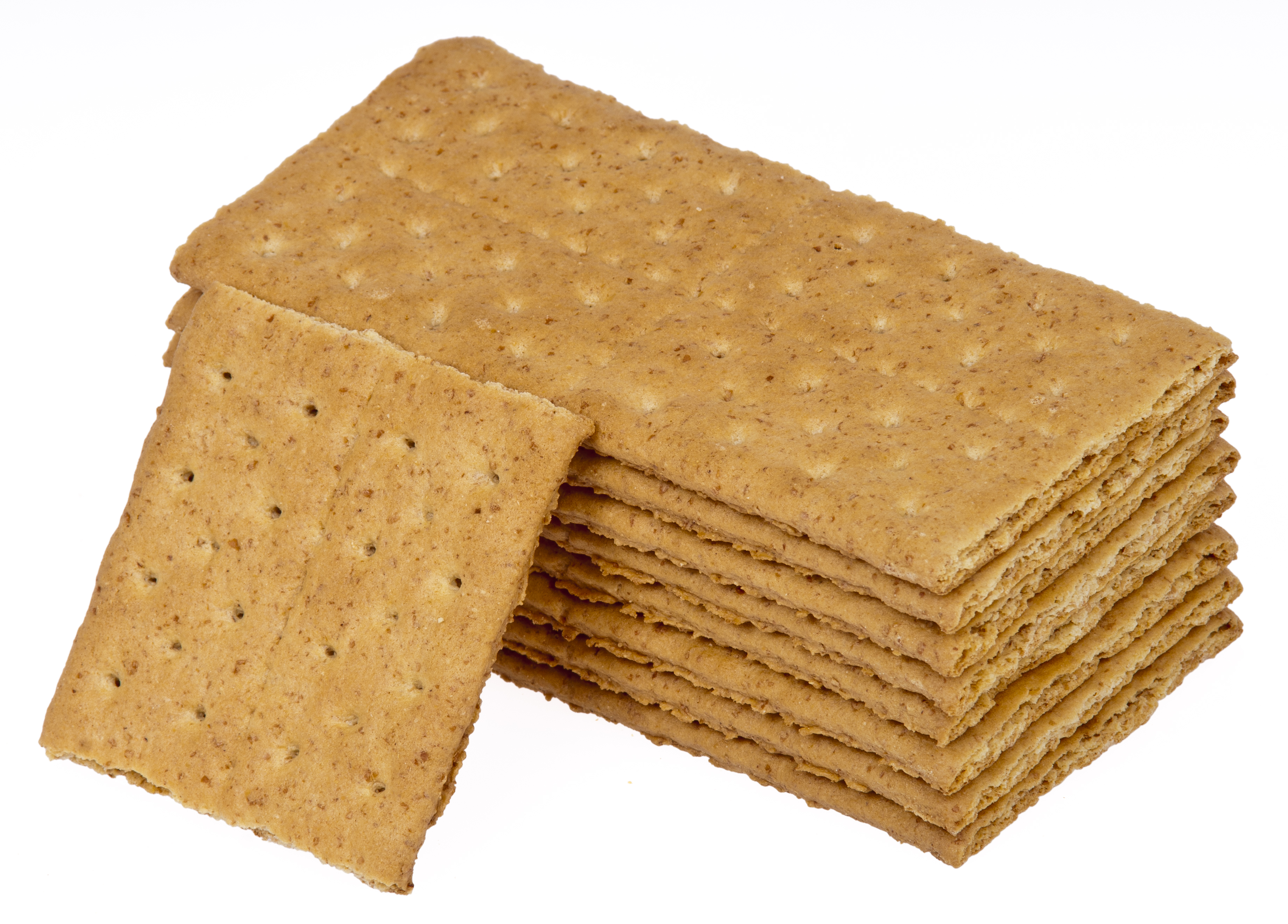
Una confezione di cracker integrali.

Un cracker (pron. inglese /'krækə/, italiana /'krɛker/) è un biscotto salato asciutto, sottile e croccante derivato dalla galletta militare propria dell'alimentazione degli antichi marinai.

## Storia

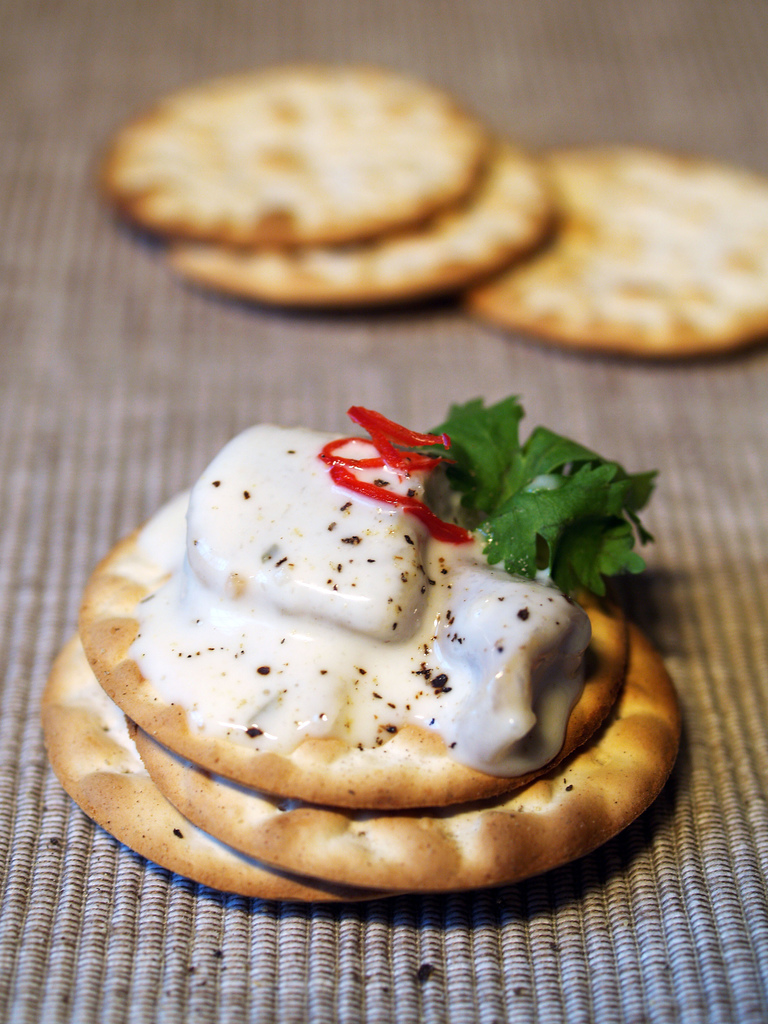
Cracker serviti come aperitivo con una salsa all'aglio

Il successo dei cracker avvenne nel 1801, quando lo statunitense Josiah Bent avviò un'attività di panettiere a Milton, nel Massachusetts, vendendo anche alla gente comune e non solo ai marinai i "biscotti d'acqua" ossia i cracker, che non si deterioravano durante i lunghi viaggi per mare dai porti di Boston. 
Successivamente, nel 1810, la Nabisco (National Biscuits Company) iniziò la produzione di cracker su larga scala. Le gallette-cracker originali furono usate anche per le truppe durante la guerra di secessione americana.

## Caratteristiche
In inglese statunitense il nome "cracker" è molto spesso usato per biscotti piatti salati, distinti dai "cookies" (biscotti dolci), che possono essere simili ai cracker in aspetto e consistenza, ma che hanno gusto dolce. I cracker hanno a volte come ingredienti formaggio e spezie o anche pollo.
I buchi nei cracker sono detti buchi "di attracco" (in inglese docking holes). I buchi sono creati nell'impasto con uno speciale utensile, il roller docker, per fermare la formazione di vuoti d'aria nel cracker durante la cottura.

## Pietanze preparate con cracker
La mock apple pie, tipico dolce statunitense, è fatta di cracker Ritz o simili.
Gli oyster cracker, tipici del New England, vengono di solito serviti come accompagnamento alla zuppa di ostriche.